# Melolontha afflicta
Melolontha afflicta är en skalbaggsart som beskrevs av Ernst Ballion 1870. Melolontha afflicta ingår i släktet Melolontha och familjen Melolonthidae. Utöver nominatformen finns också underarten M. a. hissarica.